# Zdeněk Matušek
Zdeněk Matušek (* 10. dubna 1978 Třinec) je český politik, lékař a manažer, od roku 2022 senátor za obvod č. 73 – Frýdek-Místek, v letech 2018 až 2020 ředitel nemocnice v Třinci, nestraník za hnutí ANO.

## Vzdělání, kariéra a rodinný život
V roce 2003 promoval na 1. lékařské fakultě Univerzity Karlovy. V roce 2011 absolvoval obor management zdravotnictví na Fakultě zdravotnických věd Univerzity Palackého.
Je atestován v oborech kardiologie a vnitřní lékařství. V letech 2018 až 2020 byl ředitelem nemocnice v Třinci. Působí jako jednatel společností Galenica Medical s.r.o. a KardioRespiro s.r.o., ve kterých vykonává lékařskou praxi, a dále jako jednatel společností Gama Medical s.r.o. a Galenica dental s.r.o.

## Politická kariéra
V komunálních volbách v roce 2014 kandidoval jako nestraník za hnutí Úsvit do Zastupitelstva města Třinec na druhém místě jeho kandidátky, ale neuspěl. V krajských volbách v roce 2020 pak kandidoval jako nestraník za ČSSD do Zastupitelstva Moravskoslezského kraje, ale opět neuspěl.
Jako nestraník za ČSSD kandidoval v Moravskoslezském kraji také ve volbách do Poslanecké sněmovny PČR v roce 2021, zvolen však nebyl.
Ve volbách do Senátu PČR v roce 2022 kandidoval jako nestraník za hnutí ANO v rámci uskupení „ČSSD+ANO“ v obvodu č. 73 – Frýdek-Místek. V prvním kole vyhrál s podílem hlasů 42,33 %, a postoupil tak do druhého kola, v němž se utkal s kandidátem koalice koalice SPOLU (tj. ODS, KDU-ČSL a TOP 09) Stanislavem Folwarcznym. Ve druhém kole pak vyhrál poměrem hlasů 50,98 % : 49,01 %, a stal se tak senátorem.
V Senátu je členem Senátorského klubu ANO 2011, Ústavně-právního výboru, Podvýboru pro vnitřní bezpečnost a integrovaný záchranný systém (IZS) Výboru pro zahraniční věci, obranu a bezpečnost, Stálé komise Senátu pro dohled nad veřejnými prostředky, je také členem Volební komise.